# Bitka za Vasilkiv
Bitka za Vasilkiv je bila vojaški spopad med Rusijo in Ukrajino 26. februarja 2022 med rusko invazijo na Ukrajino.

## Bitka
26. februarja zgodaj zjutraj so padalci ruskih zračnodesantnih sil začeli pristajati v bližini mesta Vasilkiv, 40 km južno od Kijeva, da bi zavzeli letalsko bazo Vasilkiv. V mestu je prišlo do hudih spopadov med ruskimi padalci in ukrajinskimi branilci.
Po navedbah ukrajinskih uradnikov je ukrajinsko bojno letalo Su-27 ob 01:30 sestrelilo rusko letalo Iljušin Il-76, ki je prevažalo padalce. Ob 03:20 naj bi bil nad bližnjim mestom Bila Cerkva sestreljen drugi Il-76.
Županja Vasilkiva Natalija Balasinovič je izjavila, da je bilo v spopadu ranjenih več kot 200 Ukrajincev. Kasneje je zatrdila, da so ukrajinske sile odbile napad ruskih padalcev na vojaško letalsko bazo v bližini mesta in osrednjo ulico, razmere v mestu pa naj bi se umirile. Časopis The Wall Street Journal je poročal, da so ukrajinske sile zjutraj patruljirale po mestu in iskale ruske prebežnike.

## Posledice

### Ferbruar in marec
27. februarja zgodaj zjutraj je ruska raketa zadela skladišče nafte v Vasilkivu in ga zažgala. 12. marca je ruski raketni napad uničil letalsko bazo.

### April
2. aprila 2022 je ukrajinsko obrambno ministrstvo celotno Kijevsko oblast, v kateri se nahaja Vasilkiv, razglasilo za prosto napadalcev, potem ko so območje zapustile ruske enote.